# Arthur Capell, 1:e earl av Essex

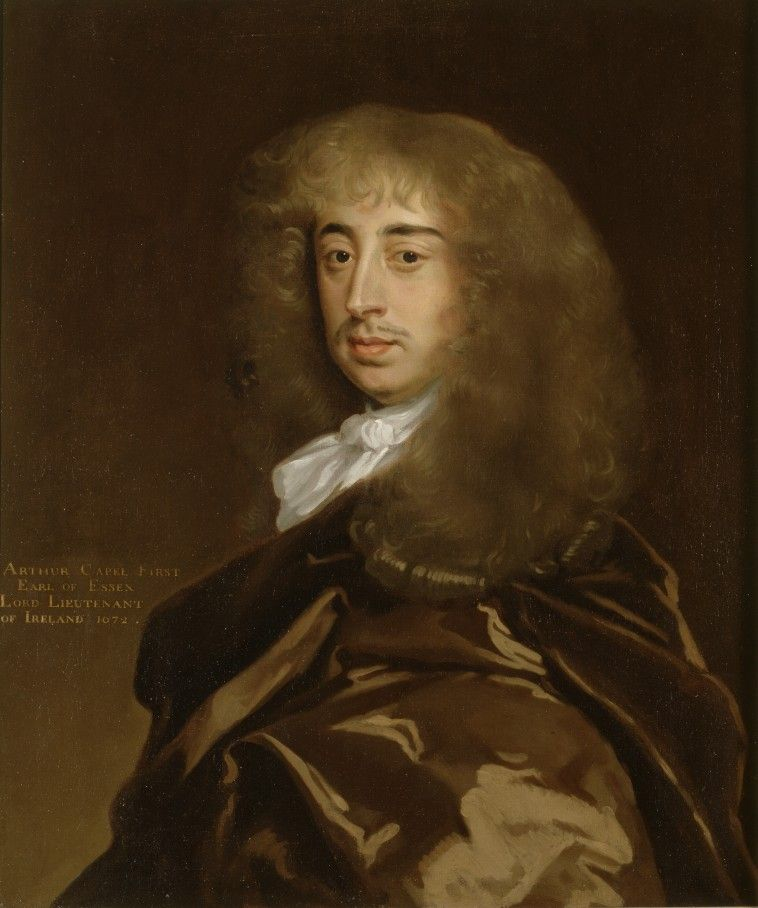
Arthur Capell, 1:e earl av Essex, porträtterad av sir Peter Lely 1672.

Arthur Capell, 1:e earl av Essex, född 1631, död 13 juli 1683, var en engelsk statsman. Han var son till Arthur Capell, 1:e baron Capell och far till Algernon Capell, 2:e earl av Essex.
Capell blev 1661 efter restaurationen upphöjd till earl av Essex. Han sändes 1670 som ambassadör till Danmark och var 1672–1677 lordlöjtnant på Irland, där han gjorde sig känd som en synnerligen duglig och redbar administratör. De vinningslystna hovgunstlingarna såg i Essex ett hinder för sina egennyttiga planer och sökte ständigt göra honom misstänkt hos kungen. Essex slöt sig i partistriderna rätt nära till Shaftesbury, men misstrodde i det längsta hertigen av Monmouth och sökte på andra sätt än genom stöd åt dennes anspråk motverka vådorna av hertigens av York tronbestigning. År 1682 blev Essex emellertid invecklad i Monmouths konspirationer och insattes i Towern, där han en dag i juli följande år hittades med avskuren strupe. Förmodligen hade han begått självmord i ett anfall av melankoli. Från Capell härstammar senare bärare av titeln earl av Essex.